# Landau-problémák
Az 1912-es Nemzetközi Matematikai Kongresszuson Edmund Landau négy egyszerű, prímszámokkal kapcsolatos problémát vázolt föl. Beszédében ezeket a problémákat úgy jellemezte, mint amelyekkel az akkori tudomány nem képes mit kezdeni („unattackable at the present state of science”) és attól kezdve Landau-féle problémák néven ismeretesek. A Landau-problémák a következők:
1. Goldbach-sejtés: Felírható-e minden 2-nél nagyobb egész szám két prímszám összegeként?
2. Ikerprím-sejtés: Létezik-e végtelen sok p prím, melyre p + 2 is prímszám?
3. Legendre-sejtés: Található-e mindig legalább egy prímszám két egymást követő négyzetszám között?
4. Létezik-e végtelen sok p prímszám, melyre p − 1 négyzetszám? Másként fogalmazva: létezik-e végtelen sok n2 + 1 alakú prímszám? (A002496 sorozat az OEIS-ben).

Jelenleg (2016) mind a négy probléma megoldatlan.

## A megoldás felé vezető lépések

### Goldbach-sejtés
A Vinogradov-tétel igazolja a gyenge Goldbach-sejtést kellően nagy n-ekre. 2013-ban Harald Helfgott bizonyította a gyenge sejtést minden 5-nél nagyobb páratlan számra.
A Chen-tétel kimondja, hogy kellően nagy n-re {\displaystyle 2n=p+q}, ahol p prím, q pedig prím vagy félprím. Montgomery és Vaughan megmutatták, hogy a kivételhalmaz (két prímszám összegével nem kifejezhető páros számok) természetes sűrűsége zéró.
Tomohiro Yamada igazolta a Chen-tétel egy explicit változatát, mely szerint minden {\displaystyle e^{e^{36}}\approx 1,7\cdot 10^{1872344071119348}} páros szám felírható egy prím és egy prím vagy félprím összegeként.

### Ikerprím-sejtés
Yitang Zhang megmutatta, hogy végtelen sok, egymástól legfeljebb 70 millió távolságra lévő prímpáros létezik, ezt az eredményt matematikusok összehangolt munkájával sikerült 246-os prímhézagra javítani. Ha az általánosított Elliott–Halberstam-sejtés igaz, a prímhézagot 6-ra sikerült javítani, kiterjesztve Maynard, valamint Goldston, Pintz & Yıldırım korábbi munkáit.
Chen megmutatta, hogy végtelen sok olyan p prím (későbbi nevükön Chen-prímek) létezik, melyekre p+2 prím vagy félprím.

### Legendre-sejtés
Elegendő azt vizsgálni, hogy a p-vel kezdődő prímszámhézag kisebb-e, mint {\displaystyle 2{\sqrt {p}}}. A maximális prímhézagok táblázata alapján a sejtés biztosan igaz 4 · 1018-ig. Egy 1018 körüli ellenpéldának a szokásos prímszámhézag 50 milliószorosát kellene teljesíteni. Matomäki eredménye szerint legfeljebb {\displaystyle x^{1/6}} olyan kivételes prím létezik, melyeket {\displaystyle {\sqrt {2p}}}-nál nagyobb hézag követ; formálisan:
{\displaystyle \sum _{\stackrel {p_{n+1}-p_{n}>x^{1/2}}{x\leq p_{n}\leq 2x}}p_{n+1}-p_{n}\ll x^{2/3}.}
Ingham igazolta, hogy kellően nagy n-ekre biztosan létezik prímszám {\displaystyle n^{3}} és {\displaystyle (n+1)^{3}} között.

### Csaknem négyzetszám prímek
Az 1997-ben igazolt Friedlander–Iwaniec-tétel szerint végtelen sok {\displaystyle x^{2}+y^{4}}. alakú prímszám létezik. Iwaniec megmutatta, hogy végtelen sok {\displaystyle n^{2}+1} alakú szám létezik legfeljebb két prímtényezővel (tehát prímek vagy félprímek).
Az ellenkező irányt tekintve, a Brun-szita megmutatja, hogy {\displaystyle O({\sqrt {x}}/\log x)} ilyen prímszám létezik x-ig.